# Гондурас во Второй мировой войне
Гондурас вступил во Вторую мировую войну 8 декабря 1941 года, до этого сохранял нейтралитет. Гондурас объявил войну Японии, Италии и Германии, тем самым выступил на стороне антигитлеровской коалиции. Несмотря на отсутствие значительных вооруженных сил для участия в боевых действиях за рубежом, Гондурас внес вклад в войну через поставки каучука и бананов, патрулирование побережья авиацией и интернирование немецкого населения.
До вступления в войну Гондурас поддерживал дипломатические связи со странами «оси», включая Германию и Японию, чему способствовало проживание немецкой диаспоры и политика диктатора Тибурсио Кариаса Андино. Однако после 1941 года страна разорвала эти отношения, усилила надзор за нацистской агентурой и наладила контакты с СССР, став соучредителем Нюрнбергского трибунала. Экономически Гондурас поддерживал союзников, экспортируя стратегические ресурсы, такие как каучук для американской военной техники, и сохраняя стабильные поставки бананов.
Хотя прямое военное участие ограничивалось патрулированием побережья устаревшими самолетами и действиями торгового флота, около тысячи гондурасцев добровольно служили в армиях союзников, а страна понесла потери от атак подводных лодок «оси». Участие в войне укрепило связи Гондураса с США, способствовало послевоенному экономическому росту и оставило след в виде сложных отношений с депортированными немцами, чья собственность была конфискована.

## Предыстория

### Сближение со странами «оси»

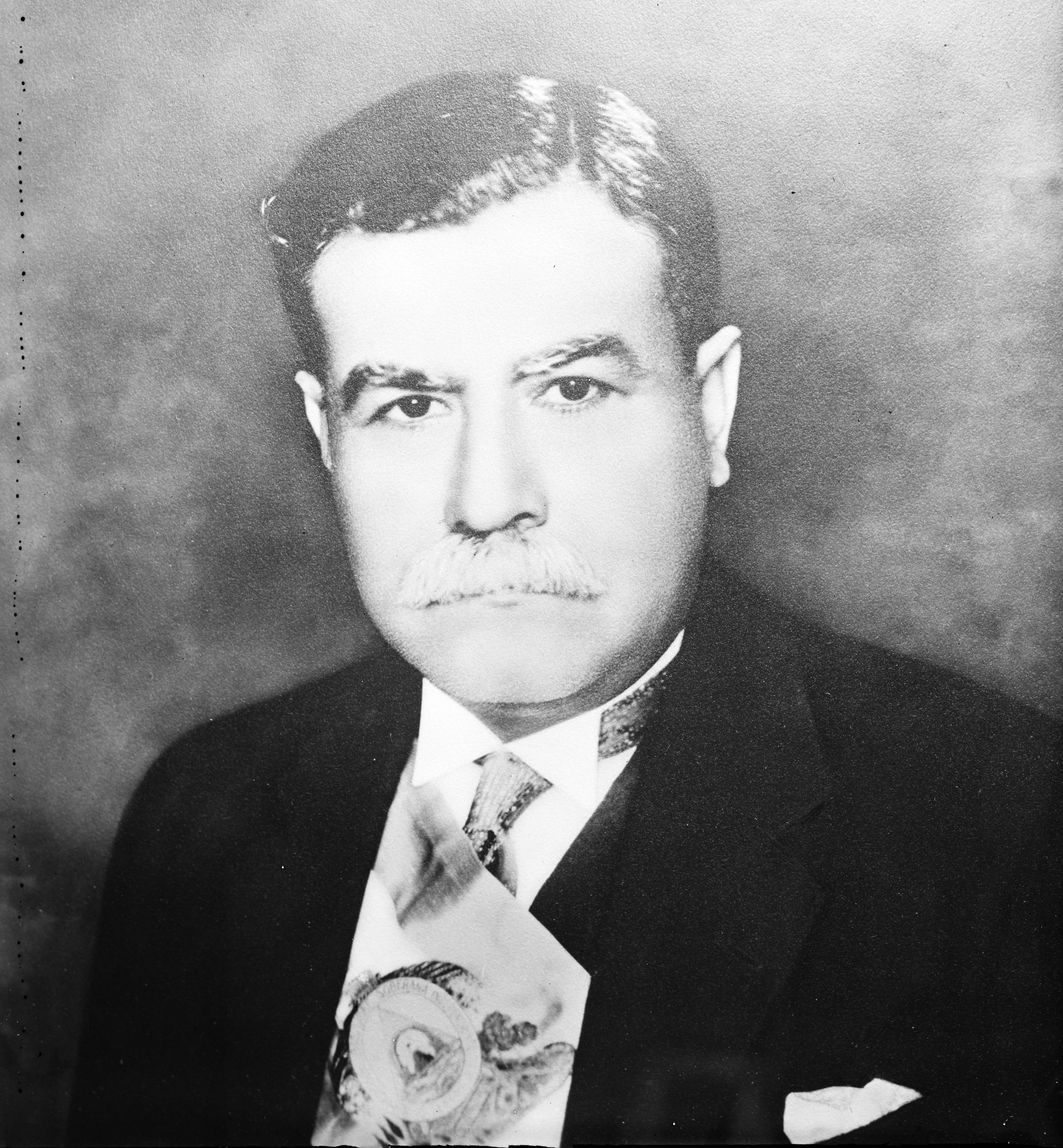
Тибурсио Кариас Андино установил дипломатические отношения с нацистской Германией, императорской Японией и фашистской Италией.

Гондурас уже ранее воевал против Германии в Первой мировой войне. В 1930 году Веймарская республика и Гондурас решили установить полные дипломатические отношения. Одной из причин был тот факт, что в Гондурасе проживало значительное количество немецкого населения. В 1920-х и 1930-х годах правительством Гондураса поощрялся приток большего количества европейских иммигрантов в Гондурас. После прихода к власти в Германии национал-социалистической партии, она создаст консульство в Тегусигальпе.
Гондурас симпатизировал странам «оси» и дипломатически с ними сближался, позже в февраля 1935 года он также устанавливает дипломатические отношения с Японской империей. Гондурасский диктатор отправил письма императору Хирохито и Адольфу Гитлеру. Японский император и Гитлер прочитали его письма и написали ответ:
«Великий и добрый друг, мы с большим удовольствием получили ваше письмо от 20 апреля прошлого года, в котором ваше превосходительство сообщает нам, что после пересмотра политической конституции 1924 года Национальное учредительное собрание сформировало 28 марта прошлого года новую конституцию, введённую в действие 15 апреля 1936 года, и что в соответствии со статьёй 202 новой конституции президентский срок вашего превосходительства закончится 1 января 1943 года. Передавая Вашему Превосходительству наши поздравления по случаю продления Вашего высокого поста, мы убеждены, что узы дружбы, существующие между нашими двумя странами, будут укреплены, и выражаем самые искренние пожелания удачи Вашему Превосходительству, а также процветания Вашей нации». — японский император Хирохито
«Ваше Превосходительство сообщением от 20 апреля текущего года информировало меня о том, что Ваши высокие полномочия в качестве Президента Республики Гондурас в соответствии с новой Конституцией будут продлены до 1 января 1943 года. Выражаю Вашему Превосходительству свои искренние поздравления и прошу заверить Вас, что как с моей стороны, так и со стороны Германской Республики будет осуществляться решительное сотрудничество в целях достижения укрепления и ещё большего сближения дружеских отношений, которые счастливо существуют между нашими двумя странами. Я рад воспользоваться этой возможностью, чтобы передать Вам, господин Президент, мои наилучшие пожелания процветания Республики Гондурас и Вашей личной удачи, а также выразить Вам моё высшее уважение и искреннюю дружбу». — правитель Германии Адольф Гитлер

### Ухудшение дипломатические отношений со странами «оси»

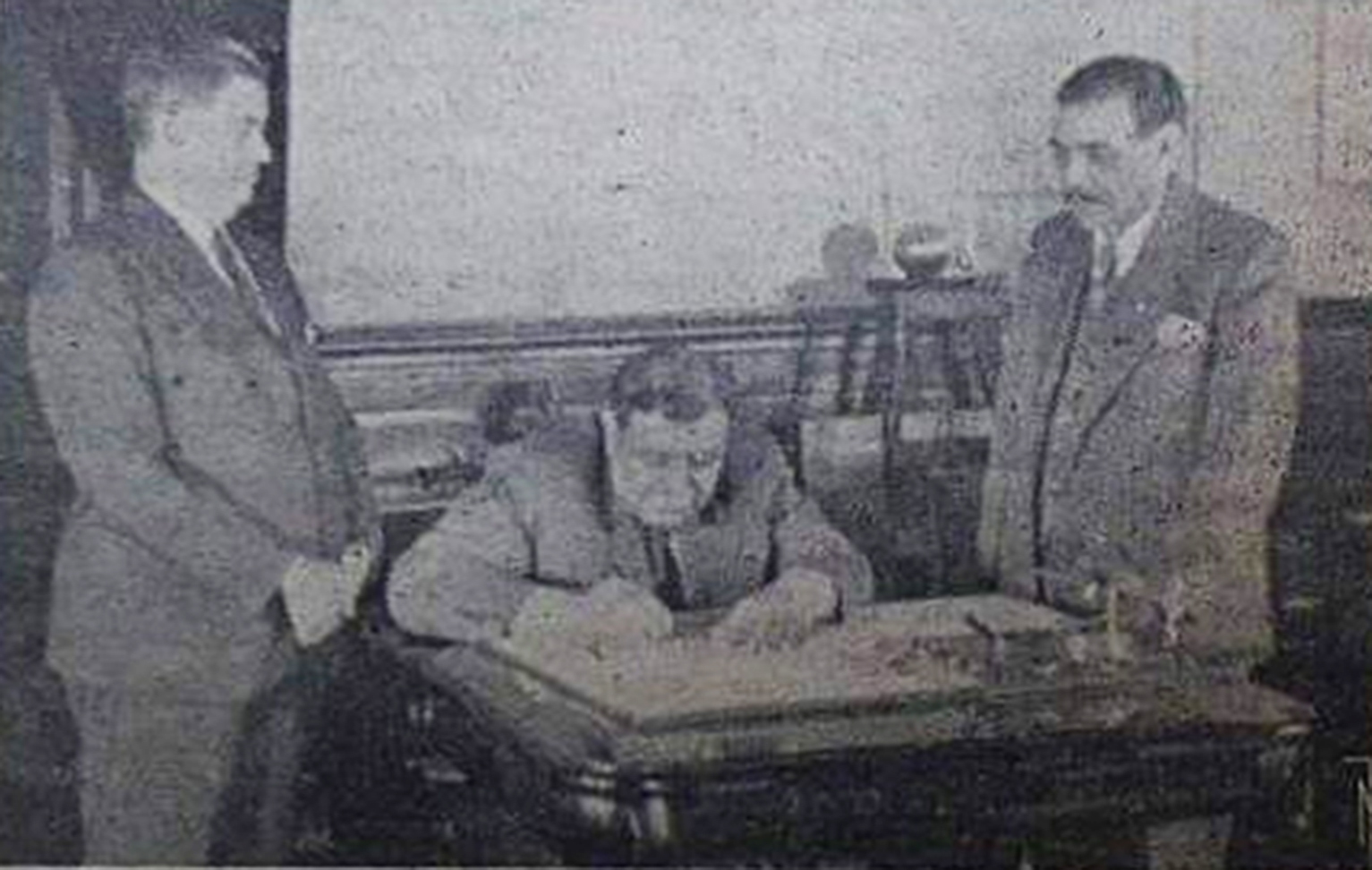
Кариас Андино объявляет войну державам Оси

Изначально правительство Гондураса сохраняло свой нейтралитет в войне. В начале 1941 года на территории Центральной Америки, включая Гондурас, действовала нацистская агентурная сеть, координируемая агентом Кристианом Цинссером. Цинссер считался одним из наиболее опасных и влиятельных нацистских агентов в Латинской Америке, причастным к подготовке вторжения в Польшу и другим операциям. Основной задачей Цинссера было создание внутренних распрей в странах региона и дискредитация США. В Гондурасе действовал почетный немецкий консул, хотя его деятельность, по имеющимся сведениям, не была направлена на поддержку нацистской пропаганды. Правительство Гондураса во главе с Тибурсио Кариасом Андино осуществляло тщательный надзор за Цинссером и его возможными действиями против демократических стран.
После японского нападения на Перл-Харбор Гондурас осудит японскую агрессию и объявит ей войну 8 декабря 1941 года. 13 декабря он объявит также войну Италии и Германии. Решение было продиктовано членством Гондураса в Панамериканском союзе и союзническими обязательствами перед США по Гаванской и Панамской декларациям о коллективной безопасности в Западном полушарии. После объявления войны Швейцария представляла интересы Гондураса в Германии и Венгрии.

## Дипломатия
13 ноября 1942 года Гондурас разорвал дипломатические отношения с Вишистской Францией. В годы войны наладился дипломатический диалог между СССР и Гондурасом: В 1945 году президент Гондураса Тибурсио Кариас Андино направил телеграмму-послание солидарности председателю Президиума Верховного Совета СССР Михаилу Калинину, а журнал «En Guardia» регулярно сообщал о встречах посла СССР в США Андрея Андреевича Громыко с его гондурасским коллегой. Гондурас стал одним из соучредителей Нюрнбергского трибунала.

## Поставки припасов
После японской оккупации Филиппин американцы лишились главного источника каучука, поэтому использовались плантации в Гватемале и Гондурасе. США использовали гондурасский каучук при производстве шин для внедорожников «Виллис» и грузовиков «Студебеккер».
В Соединенных Штатах бананы считались предметом первой необходимости не только для поддержания общего морального духа населения, но и из-за их питательной ценности для рациона нации, поэтому экспорт бананов из Гондураса оставался стабильным во время войны.

## Интернирование немцев

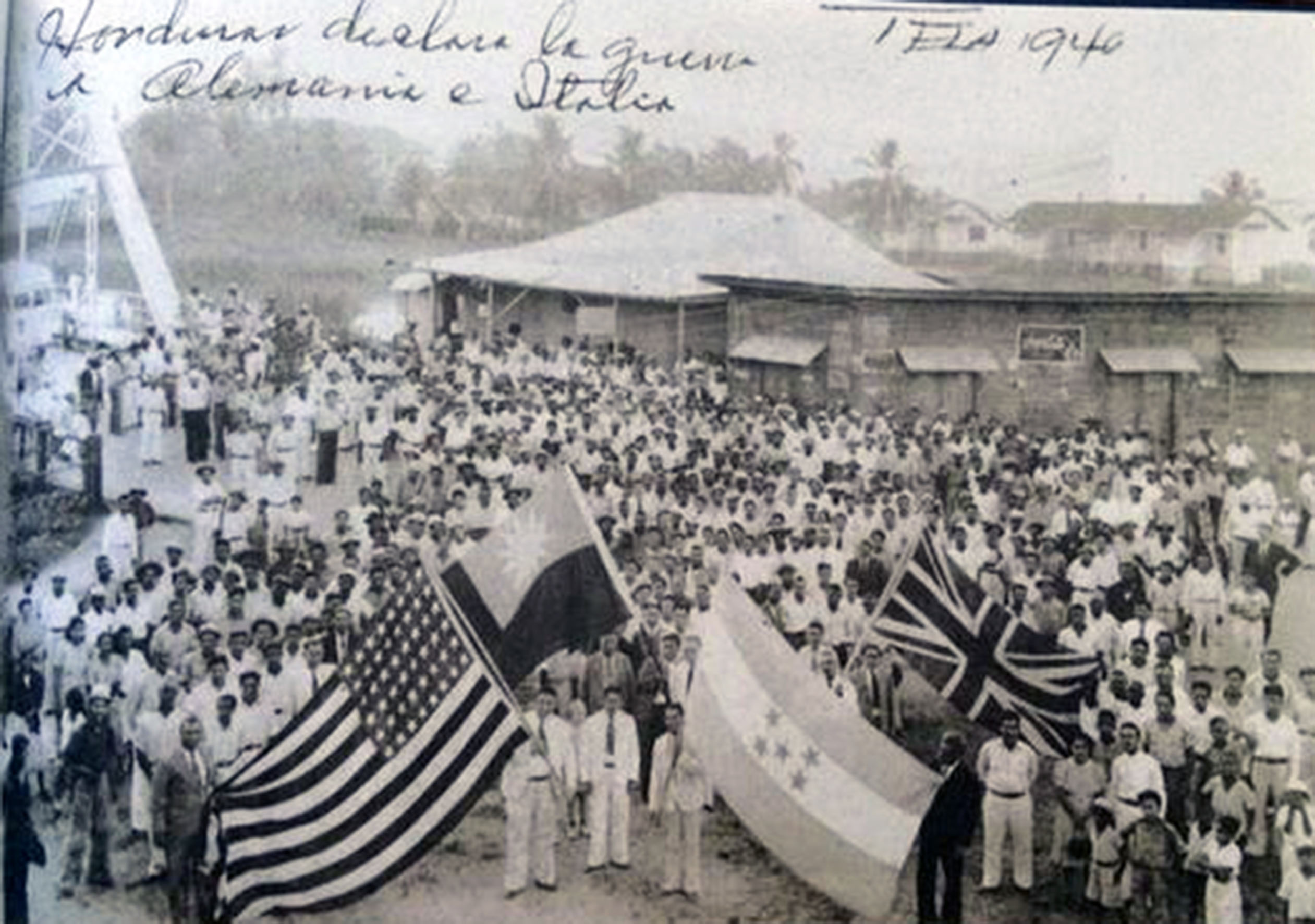
Празднование присоединения Гондураса к военным усилиям против стран «оси»: флаг Гондураса виден рядом с флагами Великобритании, Соединённых Штатов и Китая.

Черный список из 510 задокументированных немцев, проживающих в Гондурасе, был составлен американской разведкой. В 1942 году гондурасские власти интернировали этих в Гондурасе, включая членов зарубежной ячейки НСДАП и остальных немцев, на остров Эль-Тигре в Заливе Фонсека, опасаясь создания опорной базы Германии вблизи жизненно важного Панамского канала. Однако субмарины стран оси продолжали курсировать вдоль берегов Центральной Америки. Впоследствии интернированные немцы были депортированы в лагеря для интернированных в Техасе. Мужчин отправили в лагерь под названием Кэмп Кеннеди, а женщин и детей переселили в другой лагерь под названием Кристал-Сити. Многие из них были репатриированы в Германию в обмен на тяжело раненых американских военнослужащих, но многие гондурасские немцы оставались в лагерях до конца 1946 года. Вернувшись, обнаружили, что их дома и предприятия лежат в руинах и они не могут требовать каких-либо репараций.
В ноябре 1942 года гондурасский президент издал указ о принудительной продаже собственности немцев по низким ценам, тем самым собственность перешла в руки друзей гондурасского президента. Кофейная плантация Франсиско Серке была продана с аукциона в сентябре 1944 года Самуэлем Инестрозой Гомесом за одну пятую ее стоимости. Другая собственность семьи Серке была куплена Мигелем Бруксом, другом гондурасского президента. Процедура получила широкое распространение, и Военное министерство США поблагодарило правительство Гондураса за его безоговорочное сотрудничество. Эти произвольные конфискации отложили восстановление дипломатических отношений Гондураса и Федеративной Республики Германии до 1960 года.

## Гондурасские добровольцы
Страна не имела вооруженных сил, которые можно было бы послать на фронты в Европе, Азии или Африке. Около тысячи гондурасцев присоединились к союзным армиям, в основном в армию США. Среди них гондурасец Дон Луис Алеман Гомес был членом союзных оккупационных сил в Японии. Будущий полковник гондурасской армии, доктор Роберто Сепеды Турсиоса, в молодости поступил на службу в канадские вооруженные силы, служа на театре военных действий в Италии, а затем в Европе. 

## ВВС Гондураса

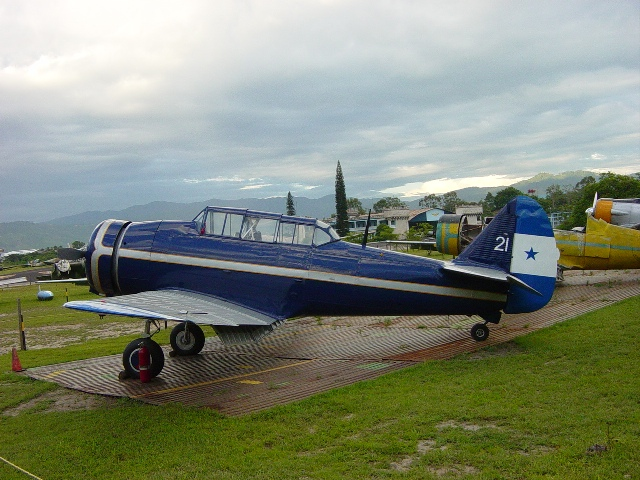
Самолёт North American NA-16 ВВС Гондураса, который использовался для патрулирования побережья с 1941 года.

Тонконтин, международный аэропорт гондурасской столицы Тегусигальпы, служил авиабазой для военных ВВС Гондураса. На вооружении гондурасской авиации состояло всего 8 устаревших учебно-тренировочных самолетов «NORTH AMERICAN NA-16» под командованием американских инструкторов, но с наличием собственных гондурасских лётчиков и техников. В результате программы ленд-лиза ВВС Гондураса приобрели в первой партии несколько самолетов, в результате чего ВВС страны довели их численность до 18 самолетов, в том числе 4 учебно-тренировочных самолета, 2 тактических самолета (в том числе старые Boeing 40, модифицированные для сброса небольших бомб) и 12 транспортных самолетов; позже эти силы были усилены 3 P-38 Lighnings и несколькими North American NA-16.
Они совершили 115 вылетов в поисках подводных лодок и кораблей, наносящих ущерб снабжению союзников. Активная фаза патрулирования самолетами ВВС Гондураса прилегающей акватории Мирового океана пришлась на июль—ноябрь 1942. 24 июля 1942 года была замечена немецкая подводная лодка, после чего она была атакована 60-фунтовыми бомбами, что стало первым столкновением между Гондурасом и силами «оси». 3 августа 1942 года пропал FAH-2, пилотируемый лейтенантом Франсиско Мартинес и сержантом Армандо Мурильо Диас, предположительно он был сбит зенитным огнём с немецких подводных лодок U-129 или U-134. Возможно, в ноябре 1942 года гондурасский самолет обнаружил и некоторое время сопровождал советскую подводную лодку С-56, следовавшую из Тихого океана к Панамскому каналу для дальнейшего перехода на Северный флот СССР
До потопления в июле 1942 году, американский сухогруз «Сан-Пабло» подвергался атаке немецкой подлодки в Карибском море, но сумел уйти невредимым. Американские источники объясняют спасение судна умелым маневрированием капитана и тем, что немцы прекратили преследование, поверив радиодезинформации о скором прибытии массированного воздушного прикрытия. Однако возможно, что немецкие подводники отступили из-за гондурасской авиации, которая на тот момент была единственными ВВС стран Центральной Америки, базировавшимися в этом регионе Карибского моря.

## Флот
Военно-морской флот Гондураса был слабо развит, он состоял из устаревших кораблей, поэтому гондурасский президент приказал построить несколько кораблей, таких как «Самбрано», «Буфало» и «Тигре».
8 декабря 1941 года, в день нападения Японии на Перл-Харбор, гондурасский торговый корабль Морасан был захвачен японцами в Шанхае. Переименованный в Эккай Мару, он вошел в состав японского торгового флота. 24 сентября 1944 года "Эккай Мару" был потоплен во время дальнего рейда американской авиации в бухте Корон на Филиппинах. 
Корабли Гондураса занимались транспортировкой припасов в Европу, и около тысячи гондурасцев участвовали в этом, из которых 150 были убиты огнём противника. Первым было потоплено торговое судно с артиллерией «Comayagua», которое было торпедировано U-125, затем 16 мая 1942 года настала очередь «Amapala», который был атакован артиллерийским огнём U-507, а в следующем месяце, 7 июня 1942 года U-107 потопила «Castilla», затем «Baja California», после чего потери также продолжались.
В 1942 году гондурасский корабль «Контесса» осуществлял снабжение боеприпасами сражающихся войск США во Французском Марокко. 10 ноября 1942 года «Контесса» вошла в устье реки Себа и разгрузилась прямо под огнём противника. Гондурасский экипаж отразил атаку противника. В знак благодарности американский командир приказал над захваченным фортом поднять флаг с «Контессы». Таким образом, флаг Гондураса стал одним из первых знамён антигитлеровской коалиции, которой развивался над Северной Африкой.
Некоторое число торговых судов под гондурасским флагом принимали участие в арктических конвоях по программе ленд-лиза. По меньшей мере два судна с гондурасской регистрацией — «Мана» и «Макавао» — заходили в Мурманск в составе конвоев PQ и QP в 1942 году. Оба были построены в 1920-1921 годах на верфях в Нью-Джерси, затем приобретены гавайской компанией «Matson Line» и переоборудованы для перевозки грузов между США, Австралией и Новой Зеландией. Их гондурасская регистрация объяснялась налоговыми льготами в Гондурасе.

## Евреи в Гондурасе
В 1935 году правительство издало указ, разрешавший въезд евреев в страну, который действовал до 1939 года. Однако затем, как и некоторые другие латиноамериканские страны, Гондурас ввел ограничения на въезд евреев, цыган и чернокожих. Тем не менее, консулы и послы Гондураса нелегально выдавали визы и документы десяткам евреев во время войны. Президент Тибурсио Кариас Андино отменил запрет и распорядился выдавать визы, особенно молодым людям из Нидерландов и Швейцарии или родственникам уже проживавших в Гондурасе евреев. После войны, в 1948 году, в страну прибыли около 60 еврейских иммигрантов. Еврейская община в Гондурасе, хотя и небольшая, существовала как в столице Тегусигальпе, так и в Сан-Педро-Суле, финансируя образовательные и молодежные программы.

## Последствия
В октября 1953 года Гондурас ратифицировал Сан-Францисский мирный договор с Японией. В ходе войны погибло как минимум двое пилотов ВВС Гондураса во время боевого патрулирования, также инвестиции США поспособствовали экономическому развитию страны.